# Calibraska
Calibraska é um extended play (EP) da dupla pop-rap americana Jack & Jack. O EP foi lançado de forma independente através do distribuidor digital Philip J. Kaplan, em 24 de julho de 2015. O título é uma siglonimização dos estados de Nebraska, onde a dupla se originou, e a Califórnia, onde agora se baseiam. Pouco depois do lançamento, Calibraska atingiu o n.º 1 no iTunes estadunidense, antes de DS2 de Future e 1989 de Taylor Swift.

## Faixas
Todas as canções produzidas por Jordan Palmer.
| N.º            | Título         | Compositor(es)                                                                   | Duração |  |
| 1.             | "California"   | - Jack Gilinsky - Jack Johnson - Jordan Palmer - Matt Squire - Steve Tippeconnic | 3:16    |  |
| 2.             | "Shallow Love" | - Johnson - Gilinsky - Palmer                                                    | 2:53    |  |
| 3.             | "How We Livin" | - Johnson - Gilinsky - Palmer - Squire - Tippeconnic                             | 3:11    |  |
| 4.             | "Wrong One"    | - Johnson - Gilinsky - Palmer - Aaron Jennings                                   | 4:27    |  |
| Duração total: | Duração total: | Duração total:                                                                   | 13:47   |  |

## Desempenho nas tabelas musicais
| Tabela musical (2015)          | Melhor posição |
| ------------------------------ | -------------- |
| Canadá (Billboard)             | 14             |
| Estados Unidos (Billboard 200) | 12             |